# Peace and Love, Inc.
Peace and Love, Inc. è il terzo album in studio del gruppo musicale statunitense Information Society, pubblicato il 26 ottobre 1992.

## Tracce
1. Peace & Love, Inc. – 5:00
2. Going, Going, Gone – 4:53
3. To the City – 3:30
4. Made to Be Broken – 4:25
5. Still Here – 4:48
6. 1,000,000 Watts of Love – 4:22
7. Where Would I Be Without IBM – 4:28
8. To Be Free – 3:50
9. If It's Real – 4:33
10. Crybaby – 5:11
11. Where the I Divides – 8:15
12. 300bps N, 8, 1 (Terminal Mode or Ascii Download) – 2:59

## Curiosità
La traccia 300bps N, 8, 1 (Terminal Mode or Ascii Download) è un easter egg consistente nella registrazione del suono prodotto da un modem analogico configurato con tali parametri, codificante un file di testo e riproducibile con il processo inverso.